# دماغ (داستان کوتاه)
«دماغ» یک داستانِ کوتاه از نیکلای گوگول است که در سال ۱۸۳۶ نوشته شد. این داستان کوتاه طنز توسط نیکولای گوگول است که در زمان زندگی در سن پترزبورگ نوشته شده‌است. در این مدت، آثار گوگول در درجه اول متمرکز بر سوررئالیسم و گروتسک بودند، با یک پیچ و تاب عاشقانه. «بینی» که بین سالهای ۱۸۳۵ و ۱۸۳۶ نوشته شده، داستان یک مقام رسمی سن پترزبورگ را نشان می‌دهد که بینی اش صورتش را ترک می‌کند و زندگی خود را توسعه می‌دهد. «دماغ» در اصل در مجله The Contemporary، یک مجله ادبی متعلق به الکساندر پوشکین منتشر شد. استفاده از بینی به عنوان منبع اصلی درگیری در داستان می‌تواند ناشی از تجربه شخصی گوگول با بینی عجیب و غریب باشد، که غالباً موضوع جوک‌های خود خوارکننده در نامه‌ها بود. استفاده از نشانه‌های نمادین در داستان و همچنین پوچ بودن مطلق داستان، «دماغ» را به بخش مهمی از ادبیات سن پترزبورگ تبدیل کرده‌است.
«بینی» به سه قسمت تقسیم شده‌است و داستان ارزیابی همکار کوالایف را که یک روز صبح بدون بینی از خواب بیدار می‌شود، روایت می‌کند. وی بعداً فهمید که بینی او زندگی خود را توسعه داده‌است، و ظاهراً با دستیابی به مقام مشاور وزیر امور خارجه از او پیشی گرفته‌است. داستان کوتاه نشانگر وسواس با رتبه‌های اجتماعی است که پس از معرفی جدول رده‌ها توسط پیتر کبیر روسیه را به ستوه آورده‌است. با اجازه دادن به افراد متداول برای دستیابی به اشراف ارثی از طریق خدمت به دولت، به جمعیت عظیمی فرصتی برای پیشرفت در وضعیت اجتماعی داده شد. این فرصت، اما، بوروکراسی‌های بزرگی را نیز به وجود آورد، که در آن بسیاری از شخصیت‌های گوگول کار می‌کردند.
این داستان را باید تسویه حساب گوگول با دماغش بدانیم. این اثر اول بار در نشریهٔ روسی sovremennik (به معنای معاصر) به سردبیری الکساندر پوشکین منتشر شد. اول اسمش رؤیا بود و بعد به دماغ تغییر عنوان داد.
جالب اینکه در زبان روسی به دماغ می‌گویند nos که اگر برعکسش کنیم می‌شود son، یعنی رؤیا. آرزویی برای اینکه نویسنده طوری از شر دماغ نوک‌تیزش راحت شود.